# Британские золотые монеты

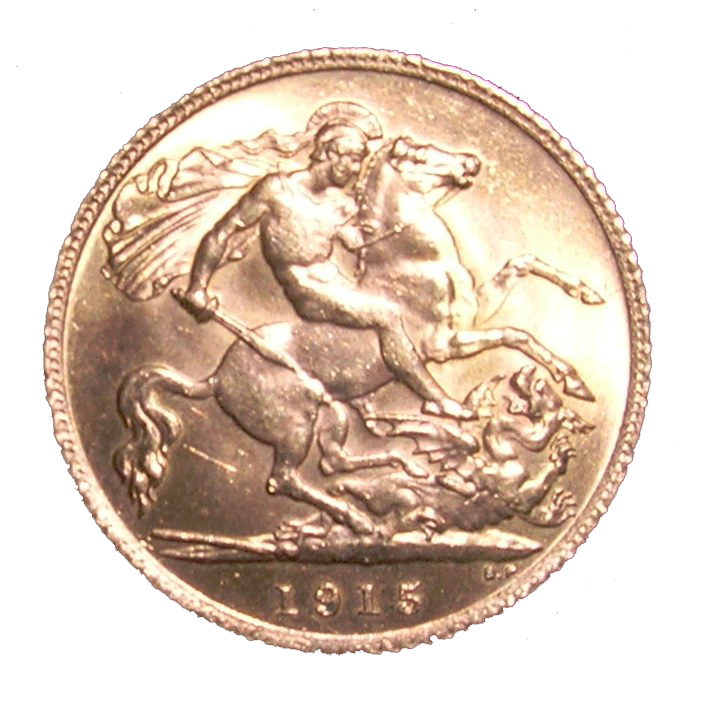
Полсоверена Георга V, реверс — штемпель работы Бенедетто Пеструччи

## Появление золотой монеты вАнглии
В 1257 году английский король Генрих III (1216—1272) некоторое время чеканил «золотой пенни» в подражание флорентийской золотой монете («флорину»). «Золотой пенни» приравнивался к 20 серебряным пенсам, однако вскоре монета была изъята из обращения. В настоящее время известно только 7 экземпляров этой монеты, из них три хранятся в Британском музее.

## Начало регулярной чеканки английских золотых монет
Регулярная чеканка английских золотых монет началась в XIV веке, при Эдуарде III (1327—1377).
В январе—июле 1343 года им была выпущена серия золотых монет:
- флорин (florin), или «двойной леопард» (double leopard), весом около 7 г (содержал 6,96 г золота)
- полфлорина (half florin), или «леопард» (leopard)
- четверть флорина (quarter florin), или «хелм» (helm — шлем)

В качестве монет для подражания были взяты золотые монеты Франции.

Стоимость золотых монет была выражена в серебряных монетах, то есть через пенсы и шиллинги (вес 240 пенсов составлял 20 шиллингов и приравнивался к счётной единице фунт). Так, золотой английский флорин стоил 6 серебряных шиллингов, полфлорина — соответственно 3 шиллинга, а четверть флорина — 1 шиллинг 6 пенсов.
Однако из-за того, что вес золотых английских монет не вполне соответствовал объявленным номиналам, они уже в августе 1344 были изъяты из обращения. Эти монеты являются исключительно редкими, например, «двойной леопард» имеется всего в трёх экземплярах, причём два находятся в Британском музее, а третий был продан на аукционе в июне 2006 года за 460 000 фунтов стерлингов.

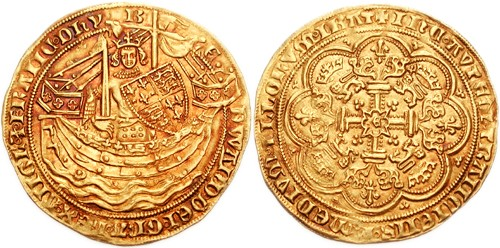
Нобль Эдуарда III

В 1344 году были выпущены новые золотые монеты, на этот раз соответствующие заявленным номиналам:
- нобль (noble), приравненный к 80 пенсам (6 шиллингов 8 пенсов, или треть фунта)
- полнобля (half noble, 40 пенсов)
- четверть нобля (quarter noble, 20 пенсов)

Нобль первого выпуска весил 138,5 гранов (почти 9 г), но уже вскоре он был заменён более лёгким ноблем — весом 128,5 гранов (8,3 г), который, в свою очередь, в 1351 году был заменён монетой весом 120 гранов (около 7,8 г).
Диаметр монеты нобль составлял 33-35 мм, полнобля — 25-26 мм, четверть нобля — 19-21 мм.
Нобль стал очень распространённой монетой в Европе, в том числе на Руси и в Речи Посполитой. Здесь он получил название «корабельника». Известен уникальный экземпляр русского подражания английскому ноблю, чеканенный Иваном III (1462—1505).

## Английские золотые монеты XV века
Стоимость золота в Европе неуклонно росла, и полновесные английские монеты уходили на континент. В 1412 году английский король Генрих IV (1399—1413) снизил содержание драгоценных металлов: в золотых монетах на 10 %, серебряных — на 16 %. Новый нобль Генриха IV стал весить теперь 108 гранов (7 г).
В 1464 король Эдуард IV (года правления — 1461-70 и 1471-83) в очередной раз снизил содержание золота в монетах, в то же время стоимость золотых монет (в серебряных пенсах) увеличилась.

Стоимость ранее выпущенного нобля увеличилась с 80 до 100 пенсов (8 шиллингов 4 пенса), соответственно повысилась цена других золотых монет (полнобля стал стоить 50 пенсов, и так далее).
Прежние золотые номиналы были заменены новыми монетами. Были выпущены:
- райол (ryal), или «нобль с розой», «розенобль» (rose noble), приравненный к 10 серебряным шиллингам (весил 120 гранов, или 7,76 г, и содержал 7,736 г золота)
- энджел (angel; монета получила название по изображению архангела Михаила, убивающего дракона) весом 80 гранов (5,18 г), приравненный к 6 шиллингам 8 пенсам (80 пенсов, или 1/3 фунта); впервые был выпущен в 1461 году

«Нобль с розой» не получил распространения, и в 1470 году его чеканка была прекращена (в настоящее время это очень редкая монета). Однако ангел на долгое время стал очень популярной монетой. В 1472 году начался выпуск монеты пол-ангела (half angel) весом 40 гранов (2,59 г).
При короле Генрихе VII (1485—1509) чеканка золотых монет была очень скудной: выпускались ангел и пол-ангела, на короткое время была возобновлена чеканка райола.

С 1489 года начали выпускать соверен (sovereign; назван по изображению короля на троне — «суверена»), оценённый в 2 райола, то есть 20 шиллингов (фунт стерлингов). Основой для подражания стала большая золотая монета Нидерландов.

Первый соверен весил 240 гранов (15,55 г) и содержал 15,47 г чистого золота.

## Английские золотые монеты XVI века
В связи с ростом цены на золото стоимость золотых монет постоянно росла: в 1526 году ангел стоил уже 90 пенсов (7 шиллингов 6 пенсов), а соверен стал приравниваться к 22 шиллингам.
Взамен ангела Генрих VIII (1509-47) начал чеканку новой золотой монеты стоимостью 6 шиллингов 8 пенсов (80 пенсов, или 1/3 фунта) — «нобль с Георгием» (George noble; на монете был изображён Святой Георгий, убивающий змея).
Однако ни «нобль с Георгием», ни полнобля, ни выпущенная монета «крона с розой» (1526) не сумели завоевать популярность, и их чеканка вскоре была прекращена. В настоящее время это очень редкие монеты.
В 1527 году была начата чеканка новых золотых монет: золотой кроны (crown; 5 шиллингов) весом 3,11 г (2,85 г золота) и полкроны (half crown; 2 шиллинга 5 пенсов).

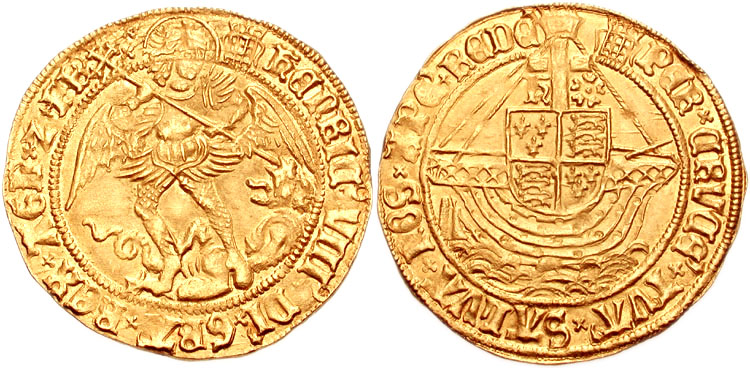
Ангел Генриха VIII

В конце царствования Генрих VIII вернул первоначальное значение (в пенсах) золотым монетам, из-за чего они уменьшились в размерах. Соверен вновь был приравнен к 20 шиллингам, чеканились также полсоверена, ангел, крона, пол-ангела и полкроны.
Выпуск соверена был прекращён в 1553 году, но в 1554 году был начат выпуск монеты полсоверена.
При королеве Елизавете (1558—1603) начали чеканить новые золотые монеты: золотой фунт (pound; 20 шиллингов) и полфунта (half pound; 10 шиллингов).
Монета фунт весил 11,146 г и содержала 10,213 г чистого золота.
Кроме того, из золота чеканили крону (5 шиллингов) и полкроны (2 шиллинга 6 пенсов); была также выпущена крупная золотая монета соверен в 30 шиллингов (так называемый fine sovereign).
Необычное место в этой стройной системе занимали ангел (он оценивался так же, как и полфунта), пол-ангела (= кроне) и четверть ангела (полкроны).
В итоге одновременно в Англии в обращении ходили три различные монеты стоимостью 5 шиллингов: золотая крона, серебряная крона и пол-ангела.

## Английские золотые монеты начала и середины XVII века
С 1603 года новый король Англии Яков I (1603-25 годах) вновь начал чеканку золотого соверена, равного 20 шиллингам.
Соверен, чеканный с 1604 года, получил название юнайт (unite). Легенда на реверсе монеты гласила FACIAM EOS IN GENTEM UNAM(лат. «соединю вас в один народ»). Таким образом, Яков I, объединив две короны: Англии и Шотландии, — провозгласил: «Я сделаю их одной нацией».
Как соверен, юнайт приравнивался к 20 шиллингам и весил 10,03 г (содержал 9,2 г золота), но уже в 1612 году вследствие нового роста цен на золото в Европе он был приравнен к 22 шиллингам.
В 1619 году соверен (юнайт) был замен новой золотой монетой в 20 шиллингов — лорелем (laurel; монету назвали по лавровому венку на голове монарха) весом 140,5 гранов (около 9 г).
Одновременно была пересмотрена ценность других золотых монет: полсоверена (в 1604-19 годах вместо него чеканилась двойная крона, double crown; с 1619 года чеканили пол-лореля = 10 шиллингов), кроны (одновременно с 1619 года чеканили четверть лореля, также равную 5 шиллингам) и полкроны.
В то же время чеканили крону и полкроны из серебра.
В последний раз при Якове были выпущены золотой райол (так называемый rose ryal — «райол с розой»), приравненный к 30 шиллингам (с номиналом ХХХ) и весивший 13,88 г (13,74 г золота). Выпускали также монету полрайола (= 15 шиллингов, XV).
Продолжали чеканить золотые ангел («облегченный» ангел весил около 4,5 г и стоил 10 шиллингов) и пол-ангела (как и крона и 1/4 лореля = 5 шиллингов).
В царствование Карла I (1625-49) из золота чеканили 20 шиллингов (ХХ), двойную крону (Х) и крону (V), а также ангел (в последний раз ангел был выпущен в 1643 году).
С началом гражданской войны (1642) Тауэр попал в руки парламента, который продолжал чеканку королевских монет, а Карл I чеканил собственные монеты в других городах Англии, например, в Оксфорде (1642—1644 гг.), Вустере и Бристоле, Шрусбери (1642 г.). Им чеканились золотые монеты юнайт и пол-юнайт (интересно, что в 1642-44 годах Карл I выпустил серебряные монеты достоинством фунт и полфунта).
Им была также выпущен тройной золотой юнайт с легендой-декларацией RELIG PROT LEG ANG LIBER PAR (лат. «Протестантская религия. Английские законы. Свобода парламентаризма»).
В период Республики (Commonwealth) все монеты имели единый внешний вид: на аверсе был изображён щит Святого Георгия с венком и надпись THE COMMONWEALTH OF ENGLAND, на реверсе — дата, номинал (например, «ХХ» — двадцать шиллингов) и легенда GOD WITH VS вокруг двух щитов (святого Георгия и Ирландии).
В золоте чеканили юнайт (20 шиллингов), двойную крону (10 шиллингов) и крону (5 шиллингов).
В Шотландии монету назвали «скипетр» (скипетр изображался на монете).

## Английские золотые монеты Нового времени

### Эпохагинеи

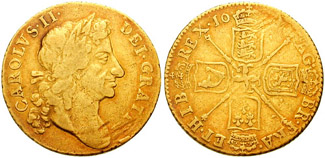
Гинея Карла II

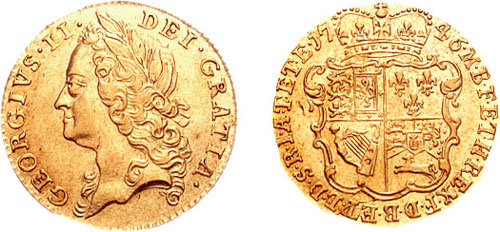
Полгинеи Георга II

В 1663 году Карл II (король Англии в 1660-85 годах) ввёл в оборот новую золотую монету — «гинею» (guinea — по названию страны, золото которой использовали для чеканки монеты) весом 129,4 гранов (8,385 г). Это была первая английская золотая монета, чеканенная машинным способом.
Гинея сменила юнайт в качестве золотой монеты достоинством в 20 шиллингов. Однако в связи с ростом цены на золото ценность монеты постоянно менялась, и несмотря на то, что в 1670 году вес монеты несколько уменьшили, стоимость её увеличилась до 22 шиллингов.
В дальнейшем вес гинеи колебался в пределах 8,3-8,5 г, но в целом, оставался достаточно стабильным.
В обращении находились золотые монеты 5 гиней, 2 гинеи, одна гинея и полгинеи.
Позже чеканились ещё более мелкие монеты: четверть гинеи (Георг I в 1718 году и Георг III в 1762) и треть гинеи (Георг III в 1797—1813 годах).
В 1717 году гинея была официально приравнена к 21 шиллингу.
В 1813 году после некоторого перерыва в последний раз был выпущен тираж 80 000 гиней — он предназначался для английской армии герцога Веллингтона на Пиренеях и получила название «военной гинеи». В то время драгоценные монеты были дефицитом, и гинея составляла 27 шиллингов в банкнотах.

### Эпохасоверена
После победы над Наполеоном в 1816 году монетная система Англии была восстановлена. Вновь была начата чеканка крупных серебряных и разменных монет. Гинея была признана слишком крупным номиналом для фунта стерлингов и была приравнена к 21 шиллингам.

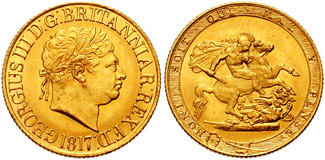
Соверен 1817 года

В качестве монеты, равной 20 шиллингам (1 фунту стерлингов) в 1817 году был выпущен соверен (sovereign) весом около 7,98 г (7,315 г чистого золота). На реверсе монеты был изображён Святой Георгий, убивающий змея (работа итальянского медальера Бенедетто Пеструччи).
Тогда же была отчеканена монета в полсоверена.
Вес соверена остаётся неизменным до сих пор.
В 1826 году король Георг IV выпустил новую золотую монету 5 фунтов в коллекционном варианте. Схожую монету качества proof выпускала также королева Виктория (в 1839, 1887 и 1893 годах), Эдуард VII (1902), Георг V (1911) и Георг VI (1937); монеты 1887, 1893 и 1902 года были также выпущены в обращение.
В коллекционном варианте и в обращение выпускались золотые монеты в 2 фунта.
В 1855 году английские соверены и полсоверена начали чеканить в Сиднее, в 1872 — в Мельбурне, позже — в других городах Британского Содружества. Чеканка соверена в Лондоне продолжалась до 1917 года (некоторый количество монет было выпущено в 1925 году), а в странах Содружества — до 1932 года (в последний год соверен чеканил только монетный двор Претории).
В годы Первой мировой войны широкое хождение соверена прекратилось, хотя его ещё продолжали выпускать время от времени для международной торговли. В 1932 году в связи с тяжёлым мировым финансовым кризисом и отменой золотого стандарта чеканка соверена прекратилась.
Соверен короля Георга VI, выпущенный в 1937 году, предназначался только для коллекций, аналогичный соверен Елизаветы II (1953) является нумизматической редкостью.

## Современные золотые монеты Великобритании
В 1957 году чеканка соверенов возобновилась для целей международной торговли и продолжалась до 1982 года.
В настоящее время золотые соверены чеканят в коллекционном варианте.
Дизайн соверена 2007 года несколько отличался от всех предыдущих монет — изображение реверса стало больше походить на классический вариант Бенедетто Пеструччи, использованный им для кроны 1818 года.